# Lijst van reptielen in Suriname
Dit is een lijst van reptielen die voorkomen in Suriname.
In Suriname komt een groot aantal soorten reptielen voor, waaronder 74 soorten slangen en 3 soorten kaaimannen. Een aantal soorten is endemisch in Suriname, zoals de gladde slang Tachymenis surinamensis en de Surinaamse koraalslang (Micrurus surinamensis). Een groot aantal soorten is echter verspreid over grote delen van het Amazonegebied of Guyanaschild.

## Ordekrokodilachtigen(Crocodilia)
Familie Alligators en kaaimannen (Alligatoridae)
- Brilkaaiman (Caiman crocodilus)
- Cuviers gladvoorhoofdkaaiman (Paleosuchus palpebrosus)
- Schneiders gladvoorhoofdkaaiman (Paleosuchus trigomatus)

## Ordeschubreptielen(Squamata)

### Hagedissen(Lacertilia)
Familie Leguanen (Iguanidae)
- Groene leguaan (Iguana iguana)

Familie Kielstaartleguanen (Tropiduridae)
- Doornstaartboomleguaan (Uracentron azureum)

Familie Tejuhagedissen (Teiidae)
- Ameiva ameiva
- Wenkpootje (Cnemidophorus lemniscatus)
- Kentropyx borckiana
- Reuzenteju (Tupinambis teguixin)

### Slangen(Serpentes)
Familie Adders (Viperidae)
- Bothriopsis bilineata
- Lanspuntslang (Bothrops atrox)
- Bothrops brazili
- Zuid-Amerikaanse ratelslang (Crotalus durissus)
- Bosmeester (Lachesis muta)

Familie Draadwormslangen (Anomalepidae)
- Liotyphlops ternetzii
- Typhlophis squamosus

Familie gifslangen (Elapidae)
- Micrurus collaris
- Micrurus hemprichii
- Micrurus lemniscatus
- Micrurus paraensis
- Micrurus psyches
- Micrurus surinamensis

Familie Toornslangachtigen (Colubridae)
- Atractus badius
- Atractus favae
- Atractus flammigerus
- Atractus schach
- Atractus snethlageae
- Cercophis auratus
- Chironius exoletus
- Chironius fuscus
- Chironius multiventris
- Chironius scurrulus
- Clelia clelia
- Dipsas incerta
- Dipsas indica
- Dipsas pavonina
- Dipsas variegata
- Drymoluber dichrous
- Echinanthera undulata
- Epicrates cenchria
- Epicrates maurus
- Helicops infrataeniatus
- Helicops leopardinus
- Hydrodynastes bicinctus
- Hydrodynastes gigas
- Hydrops triangularis
- Liophis breviceps
- Liophis lineatus
- Liophis miliaris
- Liophis typhlus
- Oxybelis aeneus
- Groene spitsneusslang (Oxybelis fulgidus)
- Oxyrhopus formosus
- Oxyrhopus occipitalis
- Philodryas oligolepis
- Philodryas viridissima
- Phimophis guianensis
- Pseudoboa coronata
- Pseudoboa neuwiedii
- Pseudoeryx plicatilis
- Pseustes cinnamomeus
- Pseustes poecilonotus
- Pseustes sulphureus
- Siphlophis compressus
- Spilotes pullatus
- Tachymenis surinamensis
- Taeniophallus brevirostris
- Taeniophallus nicagus
- Tantilla melanocephala
- Thamnodynastes pallidus
- Thamnodynastes ramonriveroi
- Waglerophis merremi
- Xenodon rabdocephalus

Familie IJzerslangen (Leptotyphlopidae)
- Leptotyphlops collaris
- Leptotyphlops cupinensis
- Leptotyphlops dimidiatus
- Leptotyphlops macrolepis
- Leptotyphlops tenellus

Familie Wormslangen (Typhlopidae)
- Typhlops reticulatus
- Typhlops unilineatus

Familie Wurgslangen (Boidae)
- Boa constrictor (Boa constrictor)
- Hondskopboa (Corallus caninus)
- Tuinboa (Corallus hortulanus)
- Anaconda (Eunectes murinus)

## Ordeschildpadden(Testudines)
Familie zeeschildpadden (Cheloniidae)
- Soepschildpad (Krape), Chelonia mydas
- Karetschildpad, Eretmochelys imbricata
- Warana, Lepidochelys olivacea

Familie Lederschildpadden (Dermochelyidae)
- Lederschildpad (Aitkanti), Dermochelys coriacea

Familie Landschildpadden (Testudinidae)
- Kolenbranderschildpad, Chelonoidis carbonaria
- Bronzen helmschildpad, Chelonoidis denticulata

Familie Slangenhalsschildpadden (Chelidae)
- Matamata, Chelus fimbriatus
- Roodkopdeukschildpad, Platemys platycephala

Familie Geoemydidae
- Zuid-Amerikaanse aardschildpad, Rhinoclemmys punctularia

Familie Kinosternidae
- Zuid-Amerikaanse modderschildpad, Kinosternon scorpioides

Familie Podocnemididae
- Terekayschildpad, Podocnemis unifilis